# Chiesa di Santa Maria del Giglio (Venezia)
La chiesa di Santa Maria del Giglio, vulgo Santa Maria Zobenigo, è un luogo di culto cattolico situato nel centro della città di Venezia, nel sestiere di San Marco.

## Storia
Secondo le informazioni raccolte dagli studiosi antichi, la chiesa sarebbe stata eretta nel X secolo dalla famiglia Iubanico o Giubenico (da cui l'appellativo Zobenigo) forse con il concorso degli Erizzo, dei Barbarigo e dei Semitecolo. Incerta è anche l'elezione a parrocchiale, da far risalire probabilmente all'XI secolo. Chiesa matrice e collegiata fino al 1807, aveva giurisdizione su numerose filiali (San Moisè, San Fantin, San Maurizio, San Beneto, Sant'Angelo, San Vidal, San Samuele, San Gregorio, San Vio, Sant'Agnese, San Trovaso, San Barnaba e San Raffaele).
Durante le soppressioni napoleoniche ebbe alle sue dipendenze San Vidal, San Maurizio e San Fantin, ma dal 1967 la chiesa è rettoriale, dipendente da San Moisè.
La chiesa fa parte dell'associazione Chorus Venezia.

## Descrizione
Ricostruita nel 966 e nel 1105 a causa di vari incendi, l'attuale aspetto si ebbe dopo il restauro del 1680.
Il campanile trecentesco, isolato dal corpo della chiesa, fu demolito nel 1775 perché pericolante. Il suo basamento è ora usato come piccolo negozio. Due vedute di Canaletto e Guardi (ambedue in collezione privata) documentano il complesso ancora integro.

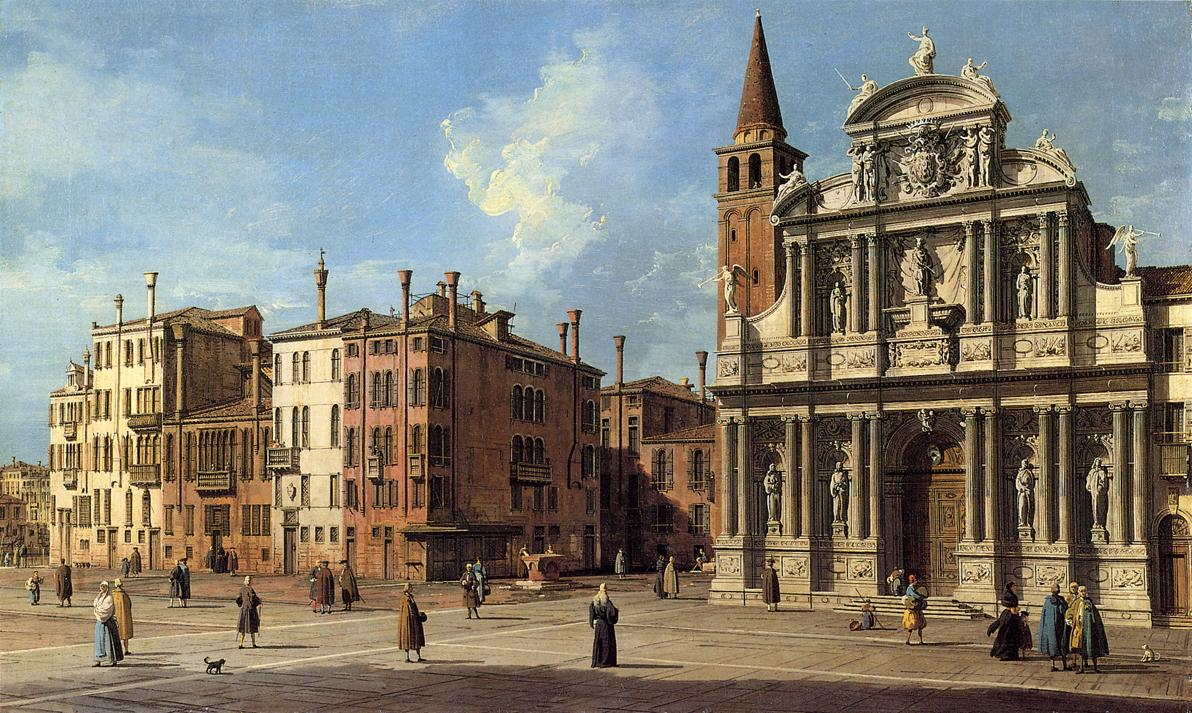
Giovanni Antonio Canal, Veduta di Santa Maria Zobenigo, 1765 c.
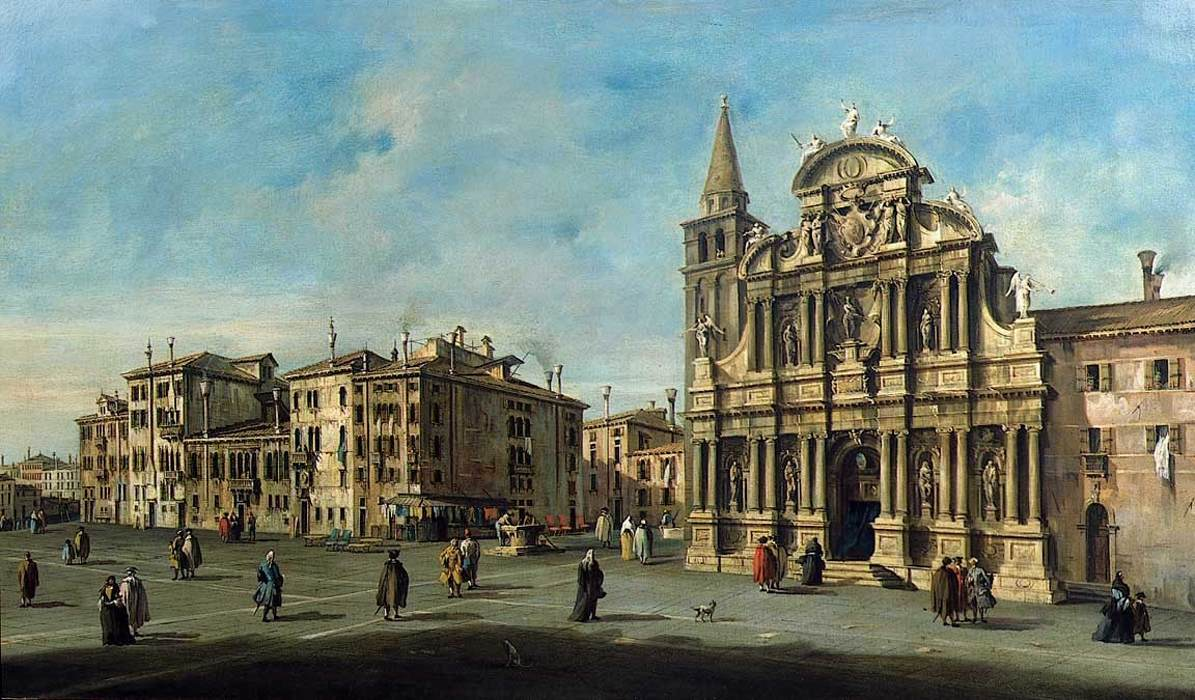
Francesco Guardi, Veduta di Santa Maria Zobenigo, s.d.

### Facciata
L'erezione del prospetto marmoreo della chiesa di S. Maria del Giglio si deve ad un legato di 30.000 ducati da parte di Antonio Barbaro. La facciata della chiesa è opera dell'architetto Giuseppe Sardi da Morcote, capolavoro del barocco. Essa è costituita da una serie di nicchie con statue e bassorilievi intervallate da colonne ioniche (fascia inferiore) e corinzie (fascia superiore). La statua nella nicchia centrale del secondo ordine, raffigurante Antonio Barbaro sul sarcofago, è stata attribuita allo scultore fiammingo Giusto Le Court mentre le quattro statue dei suoi fratelli sono attribuite al suo allievo il tedesco Enrico Merengo. Le numerose Vittorie nei pennacchi e gli Atlanti sono attribuiti a Tommaso Rues.
La facciata della chiesa è stata definita: (1) da John Ruskin assieme alla facciata della chiesa di San Moisè una «manifestazione di insolente ateismo essendo queste dedicate esclusivamente alla celebrazione di due famiglie» e non di Dio. (2) il più alto esempio della «celebrazione personalistica» dell'architettura barocca veneziana.
Curiosità
In merito alla rappresentazione di Antonio Barbaro, questo, per difficoltà personali e politiche, non riuscì mai ad ottenere la carica più alta di capitano generale, ma solo quella di provveditore generale (fra 1658 e 1661). Nel testamento chiede infatti per la facciata una statua «con habito generalitio, et tutto armato», e soprattutto «con Bare[tin] in testa, baston e spada», trasmettendo un senso di ambiguità e forse di rivalsa, se si pensa che una consolidata tradizione iconografica ritrae col caratteristico bastone di comando quasi esclusivamente i capitani generali. Come si intuisce da un disegno preparatorio della facciata allegato al testamento, inoltre, le intenzioni iniziali comprendono all'estremità sinistra del piano della statua un obelisco con corona a sei punte, altro simbolo della dignità di capitano. L'obelisco viene però sostituito nella realizzazione finale da una semplice statua della Fama. Infine, altra curiosità nella facciata sono del tutto assenti richiami alla Repubblica..

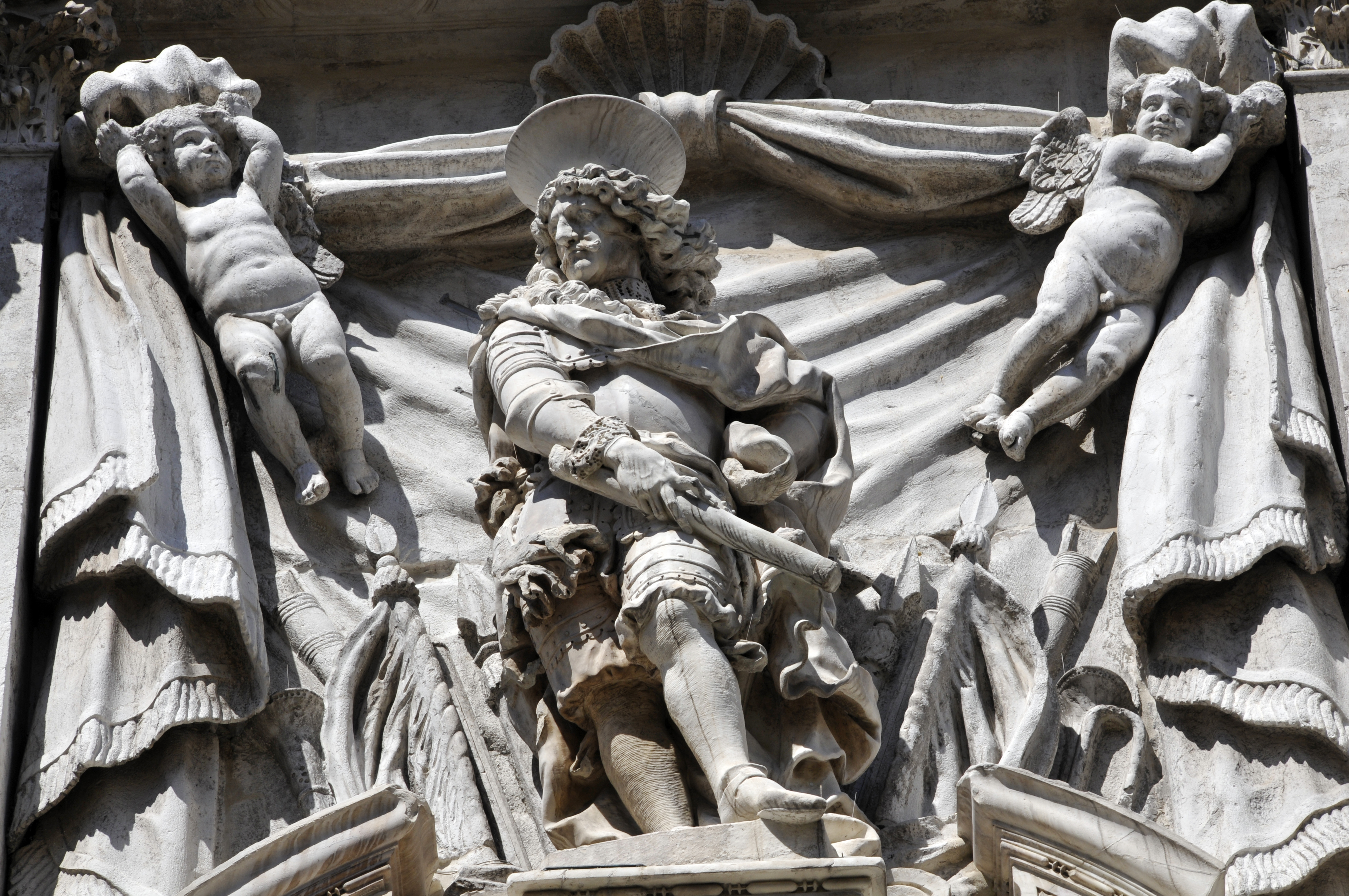
La statua Antonio Barbaro, opera di Giusto le Court
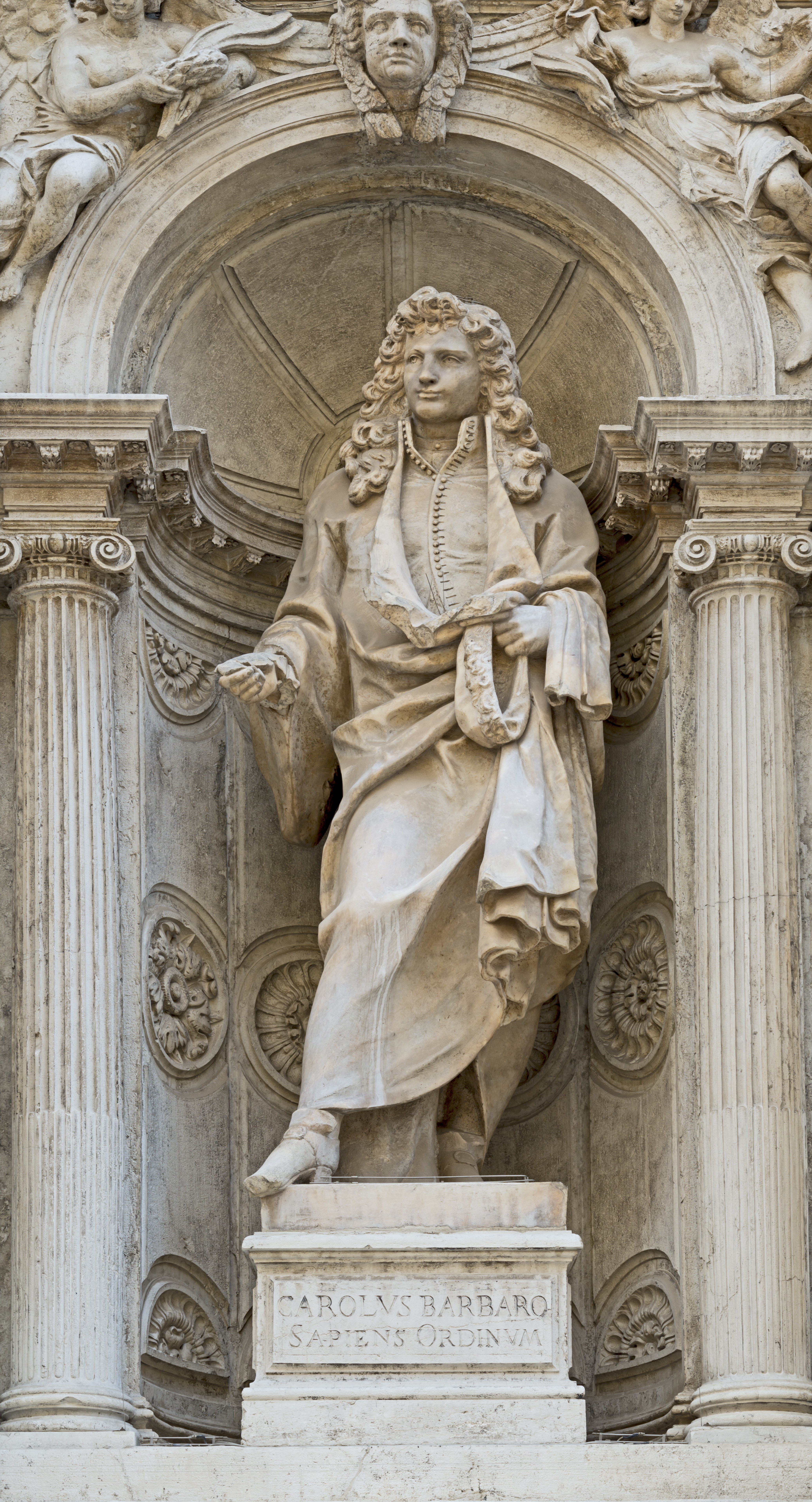
Carlo Barbaro
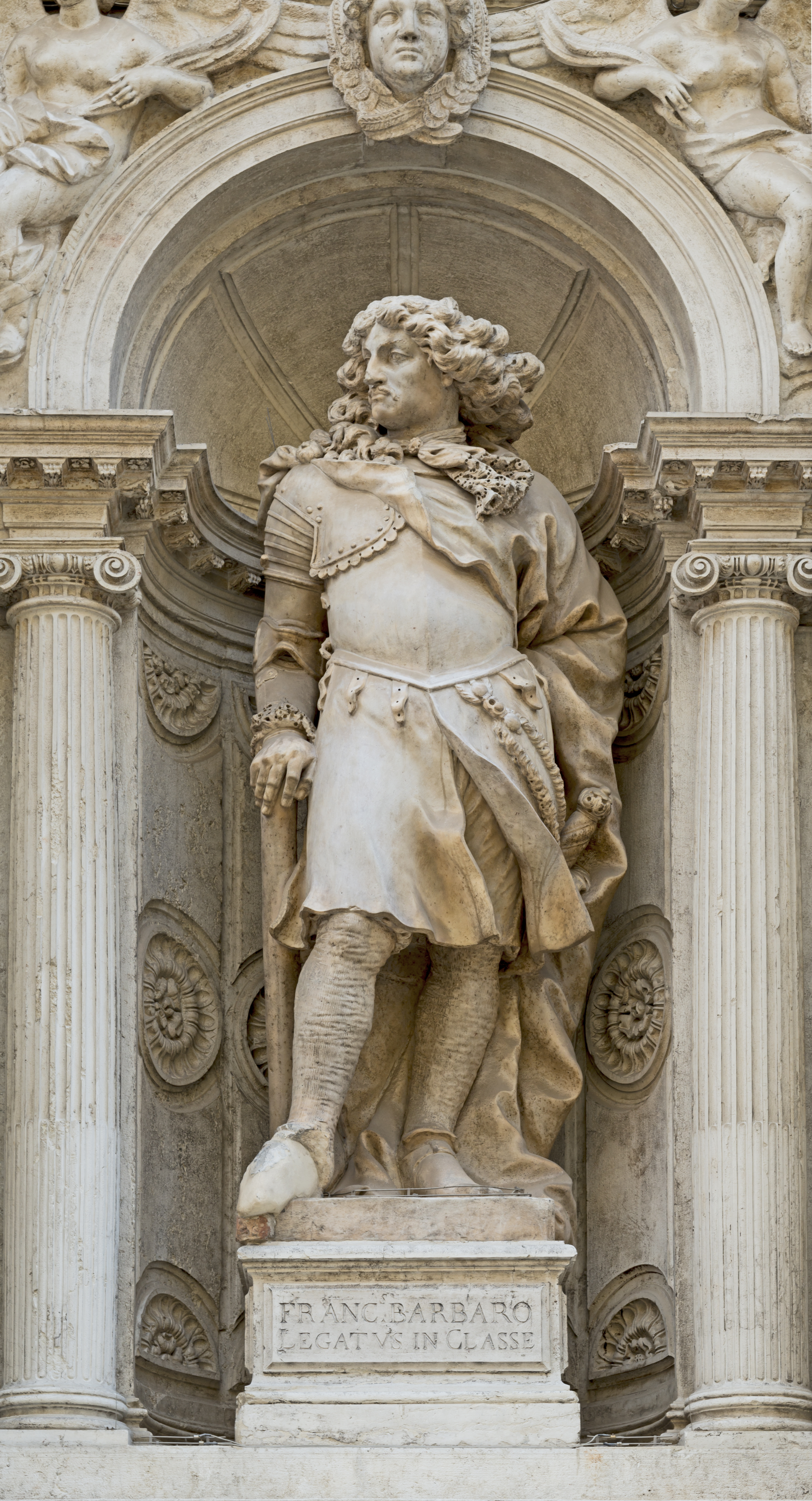
Francesco Barbaro
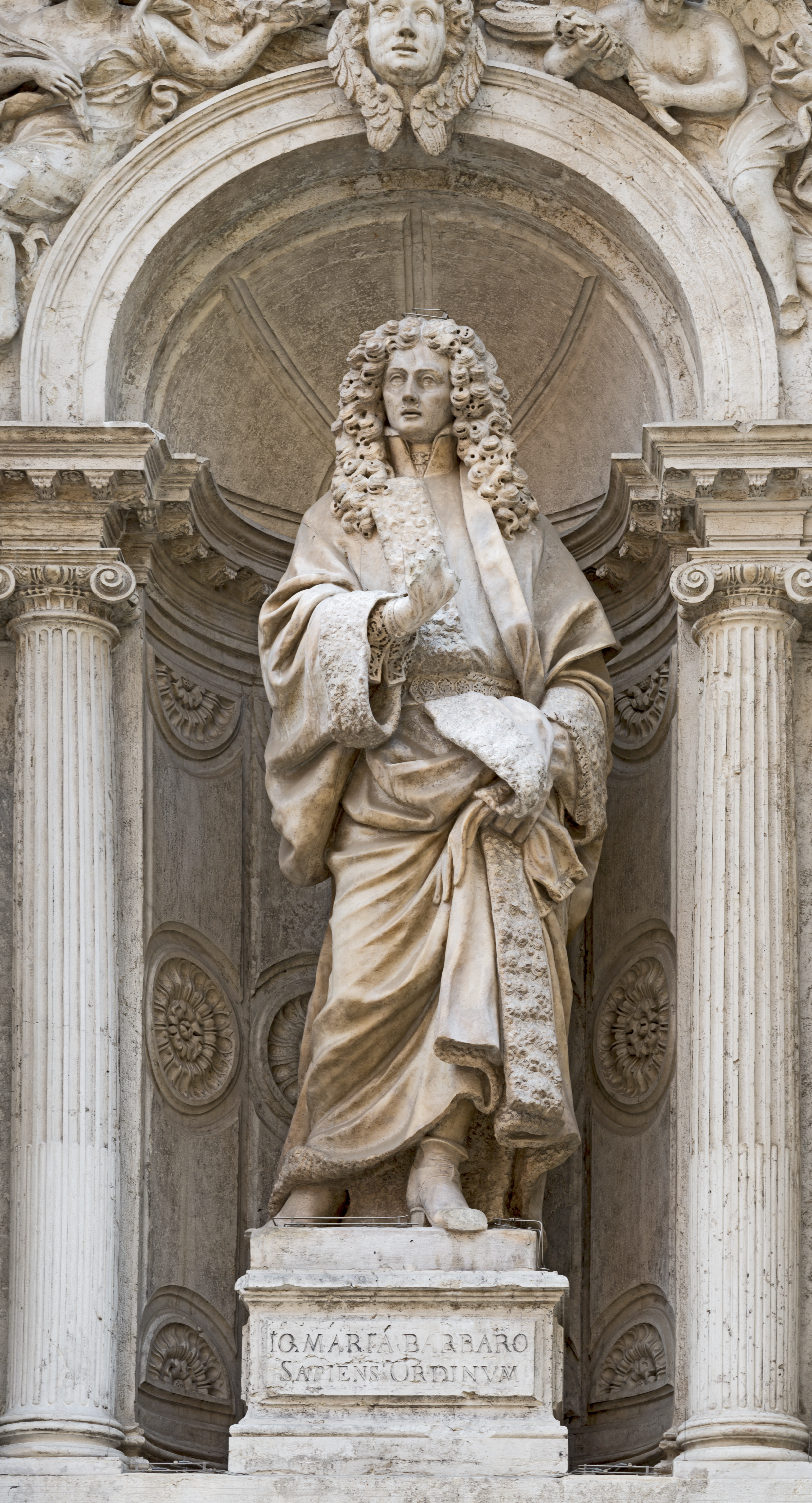
Giovanni Maria Barbaro
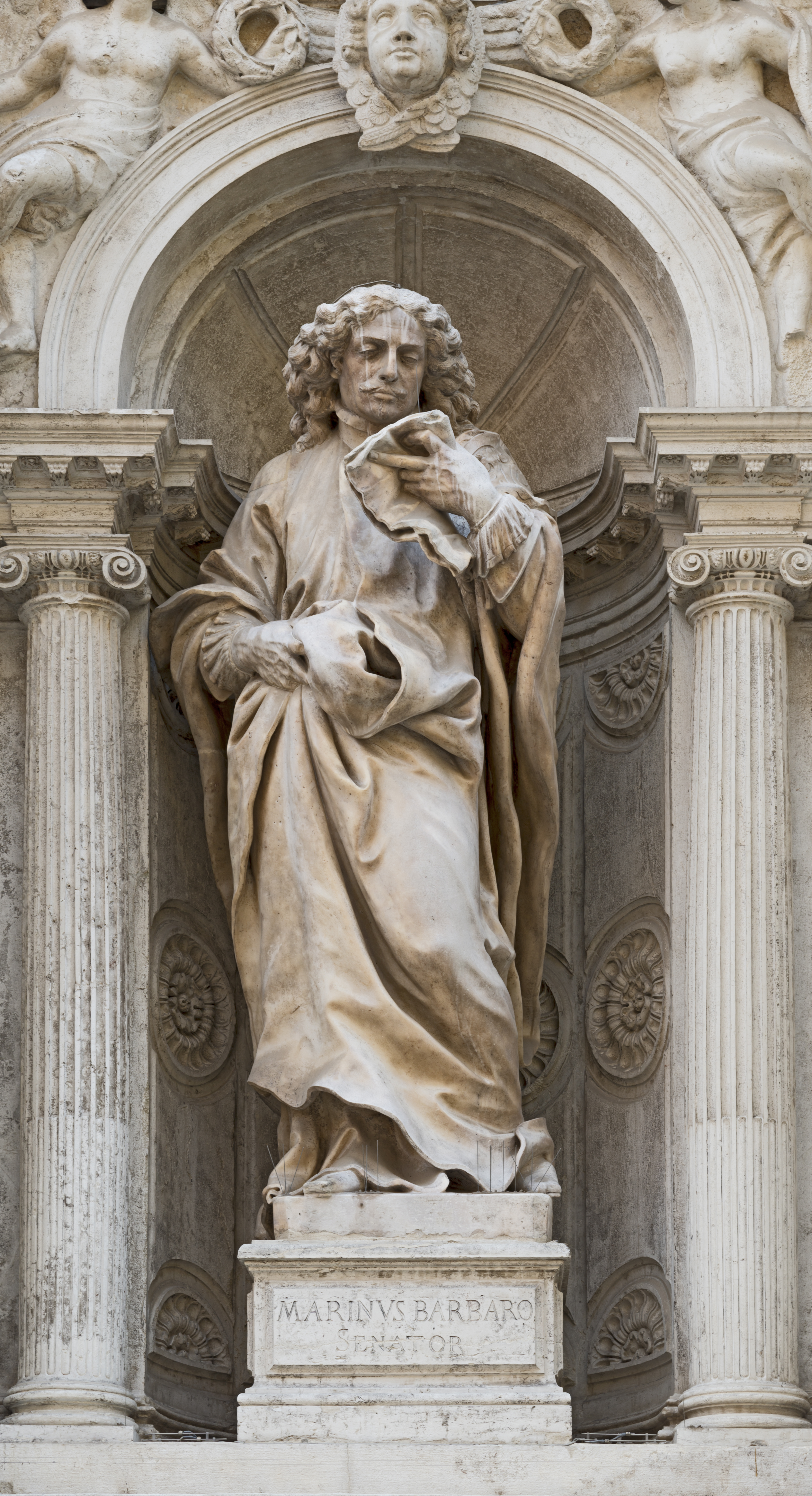
Marino Barbaro

Guardando l'entrata della chiesa, si trovano sei mappe stilizzate in pietra, rappresentanti le località dove Antonio Barbaro svolse le sue attività principali a favore della Repubblica di Venezia: Candia, Corfù, Padova, Roma, Spalato, Zara.

### Interno
L'interno della chiesa è a navata unica con tre corte cappelle laterali per lato. La cappella maggiore nel'abside è anch'essa a pianta quadrangolare ed è coperta da volta a lunetta.
Sull'altare maggiore, ai lati del tabernacolo, vi sono due sculture raffiguranti l'Annunciazione, opera di Enrico Merengo.
Attraverso un corridoio fra la prima e la seconda cappella di destra si accede alla cappella Molin, con a sinistra la tela Madonna col Bambino e san Giovannino, l'unico dipinto di Peter Paul Rubens conservato a Venezia; all'ingresso della cappella vi è San Vincenzo Ferreri di Giambattista Piazzetta e Giuseppe Angeli (1750).
Nella seconda cappella di destra, poi, sull'altare, vi è la statua di San Gregorio Barbarigo opera di Giovanni Maria Morlaiter.
La terza cappella di destra ospita la pala con la Visitazione di Jacopo Palma il Giovane.
Lungo le pareti della navata si sviluppa la Via Crucis, i cui quattordici quadri furono dipinti nel 1755 da sette artisti diversi, tra cui spiccano i nomi di Francesco Fontebasso e Giambattista Crosato.
Dietro l'altare maggiore si trovano i Quattro Evangelisti di Jacopo Tintoretto.
Sull'ampia cantoria lignea collocata sulla parete fondale dell'abside trova luogo l'organo Mascioni opus 321, costruito nel 1914. Lo strumento, a due tastiere e pedaliera e a trasmissione pneumatica, è contenuto in una cassa riccamente scolpita e suddivisa in tre campate da quattro grandi colonne corinzie.

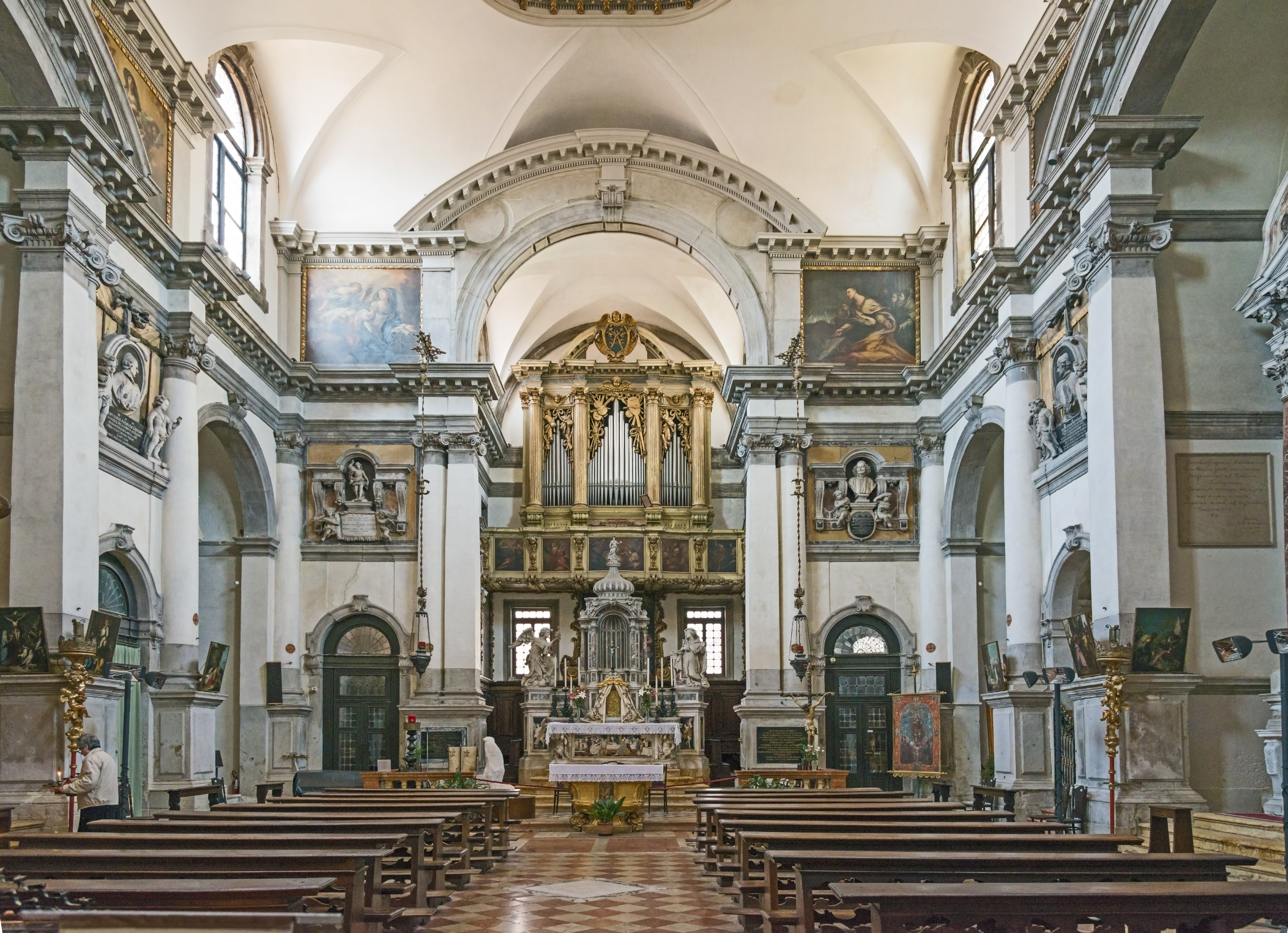
L'interno
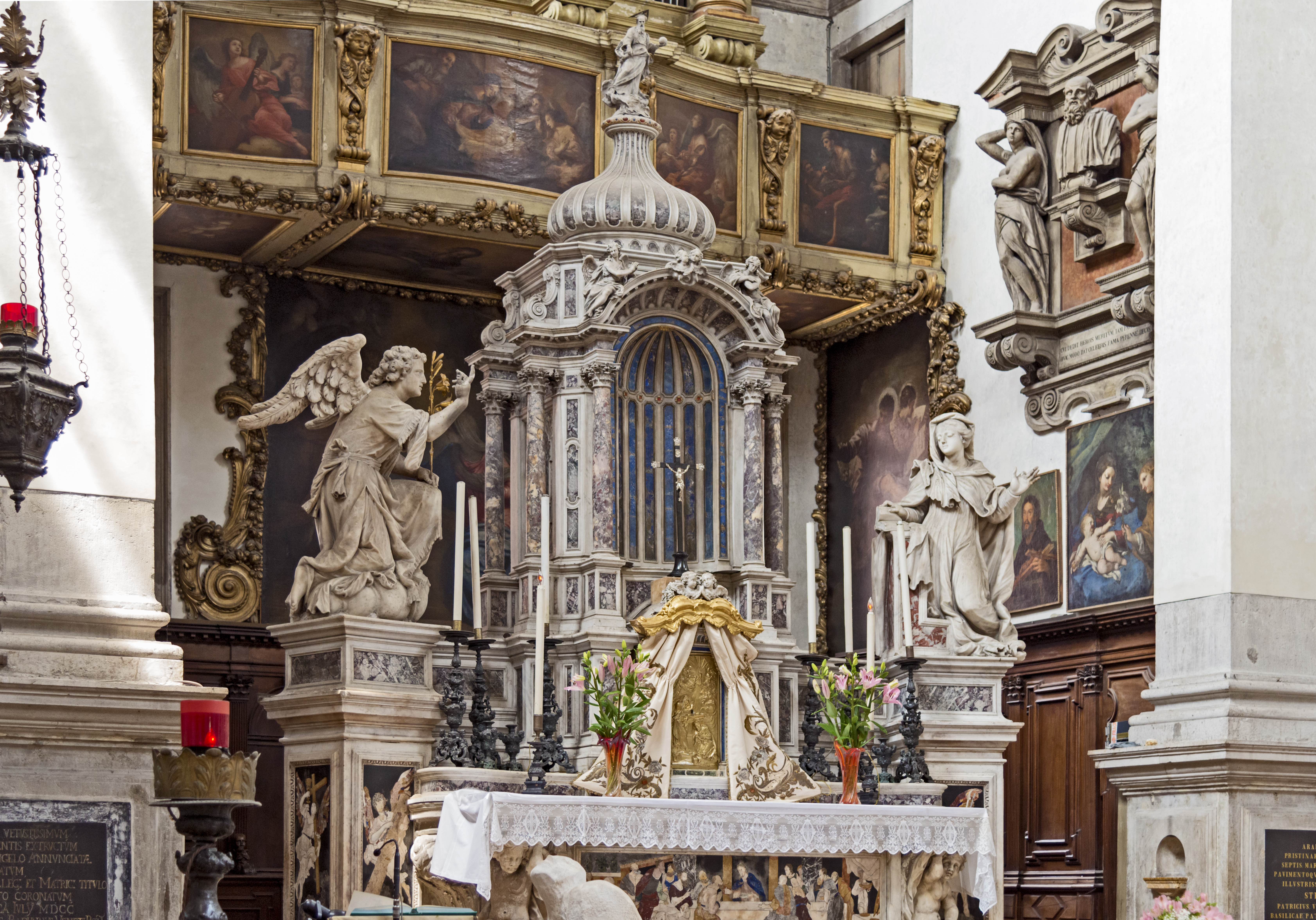
L'Annunciazione, opera di Enrico Merengo
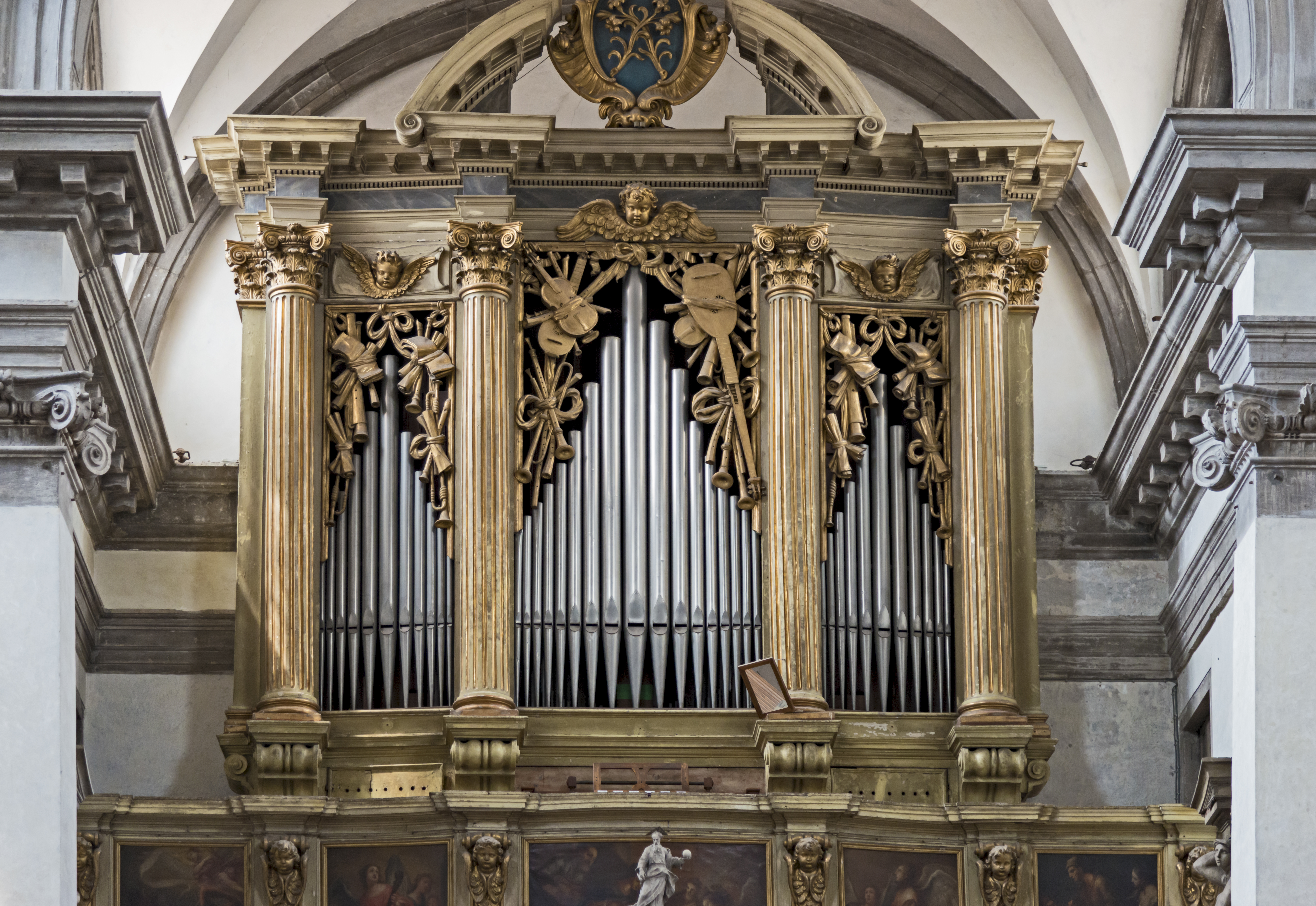
L'organo (Mascioni 1914)